# توماس غنتنر
توماس غنتنر (بالألمانية: Thomas Gentner)‏ هو لاعب كرة قدم ألماني في مركز الوسط، ولد في 4 أكتوبر 1988 في نورتينغن في ألمانيا. لعب مع شتوتغارت كيكرز ونادي كوبلنتس.

## وصلات خارجية
- توماس غنتنر على موقع قاعدة بيانات كرة القدم.إي يو (الإنجليزية)
- توماس غنتنر على موقع بيانات كرة القدم. دي إي (الألمانية)
- توماس غنتنر على موقع Soccerway.com (الإنجليزية)
- توماس غنتنر على موقع عالم كرة القدم.نت (الإنجليزية)